# Літній театр (Сочі)
Літній театр парку ім. М. В. Фрунзе (рос. Летний театр парка им. М. В. Фрунзе) — культурно-дозвільний заклад на території Парку імені М. В. Фрунзе в мікрорайоні Світлана, Хостинський район, місто Сочі, Краснодарський край, Росія. Побудований у 1937 році за проектом архітектора В. С. Крольца. Відновлений у 2001 році підприємцем А. Фроленкова. Вміщує до 1400 глядачів.
На його сцені виступали найвідоміші російські виконавці: Святослав Ріхтер, оркестр Вероніки Дударову, Вольф Мессінг, Е. П'єха, В. Толкунова, А. Маршал, Кубанський козачий хор, вокально-інструментальні ансамблі «Пісняри», «Блакитні гітари», а також сочинські молодіжні рок-групи, такі як «Анестезія», «Щастя», «БСП» та ін

## Адреса
```
354000 Росія, м. Сочі, 
вул. Чорноморська, 11
```